# بند (اورگن)
بند (به انگلیسی: Bend) شهری در شهرستان دسچیوتز ایالت اورگان است و در سرشماری سال ۲۰۱۱ میلادی، ۷۶،۹۲۵ نفر جمعیت داشته که نسبت به سال ۲۰۱۰، ۰٫۳۷+ درصد رشد جمعیت داشته‌است.